# Termy Nerona

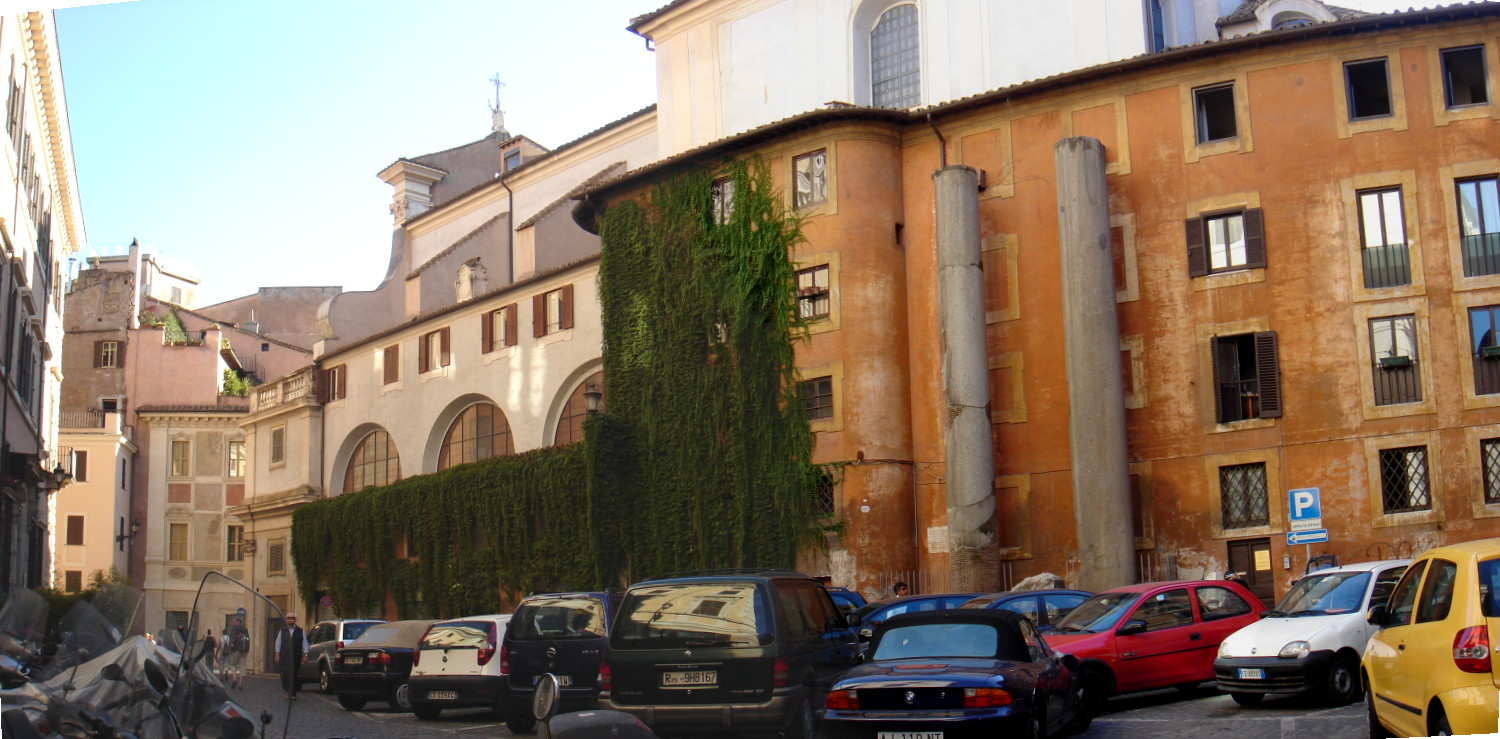
Dwie zachowane kolumny term na via di S. Eustachio

Termy Nerona – nieistniejące obecnie termy w Rzymie, zbudowane za panowania cesarza Nerona. Znajdowały się na Polu Marsowym, na obszarze pomiędzy północno-zachodnim narożnikiem Panteonu a cyrkiem Domicjana (obecnie piazza Navona). Był to drugi, po termach Agryppy, kompleks łaźni publicznych w mieście.
Wzniesione przypuszczalnie w latach 60–62, wkrótce po oddaniu do użytku spłonęły od uderzenia pioruna i zostały odbudowane w 64 roku. Zorientowane w kierunku północnym termy zajmowały powierzchnię około 190×120 m. W 227 roku, za panowania Aleksandra Sewera, łaźnie zostały rozbudowane i przebudowane. Dostawiono do nich nowy budynek i doprowadzono akwedukt. Odtąd nazywano je termami Aleksandryjskimi (thermae Alexandrinae), chociaż stara nazwa także pozostała w użyciu. Ruiny budowli istniały jeszcze w XVI wieku, kiedy to badał je Andrea Palladio. Stopniowo zostały rozebrane na budulec, użyty m.in. do wzniesienia Palazzo Madama i Palazzo Giustiniani. Za pontyfikatu papieża Aleksandra VII dwie granitowe kolumny pochodzące z term użyto do naprawy uszkodzonego przedsionka Panteonu.
Podczas prac archeologicznych na piazza S. Luigi dei Francesi w 1934 roku odnaleziono pochodzące z dawnych term dwie kolumny i kawałek gzymsu, ustawione w 1950 roku na via di S. Eustachio.